# Turok: Dinosaur Hunter
Turok: Dinosaur Hunter és un videojoc d'acció en primera persona publicat per la Nintendo 64 i més tard per a Microsoft Windows.
fou publicat el 1997, i es basa en una sèrie de còmics sota el mateix nom. És el primer videojoc de la saga de Turok.
A Turok: Dinosaur Hunter, el jugador control un Tal' Set, un amerindi nord-americà, anomenat "Turok". Ell ha d'aturar un dimoni ciborg, anomenat "The Campaigner", conquerir el Món Perdut i possiblement tot l'univers. La crítica del Dinosaur Hunter va ser generalment positiva, amb un resultat del 87% al Game Rankings
, i la revista de videojocs Edge que diu que és "segon en cap."

## Jugabilitat

El joc conté diversos elements per saltar, com per exemple aquests pilars. Un dinosaure ataca el personatge del jugador, que maneja una escopeta. La boira a distància limita la visibilitat a un petit radi al voltant del jugador.

Com en els videojocs d'acció en primera persona, el jugador al Turok: Dinosaur Hunter està armat amb un bast inventari d'armes per fer front a diferents enemics, com soldats, natius guerrers, dinosaures, i molts insectes. Cada nivell claus que han de trobar en ordre per accedir al següent món, a través d'una indret interdimensional. El videojoc conté un gran nombre d'elements d'aventures i plataformes, amb molts tipus de murs, penya-segats, i coves subterrànies per explorar. A més d'obtenir munició, el jugador pot obtenir vides extra col·leccionant runes flotants, esparcits pels nivells. Per acabar, cal dir que el jugador pot obtenir peces de Chronoscepter, l'arma més potent, per ser usada a l'escena final contra l'enemic final.
Com a armes es disposa de ganivet de caça, tek bow, pistola, escopeta, escopeta automàtica, rifle d'assalt, minigun, rifle franctirador, llançador de granades, pistola extraterrestre, llança-míssils, accelerador de partícules, canó de fusió i chronosceptor.

## Argument
El videojoc s'ubica en un hipotètic Món Perdut, un món primitiu inhabitet per dinosaures i altres criatures. D'acord amb el manual d'instruccions, en Turok és un guerrer del temps que acaba de posar els peus al Món Perdut. En Campaigner està intentant aconseguir l'arma Chronoscepter, i planeja eliminar les barreres que separen les etapes del temps i les lleis de l'univers. En Turok llavors promet trobar el Chronoscepter ell mateix, i acabar el mal. Després de batallar a través de diferents zones del Món Perdut, fins i tot catacumbes, un poble d'arbres, una ciutat en ruïnes, i grans enemics com el Tyrannosaurus cibernètic, en Turok acaba en la fortalesa de The Campaigner, on s'enfronta en un simple combat.
Un apunt interessant sobre l'argument del videojoc és que no hi ha cap diàleg en tot el videojoc excepte en el manual d'instruccions sobre el que s'ha de fer, trobar les claus per obrir les diferents àrees després d'una minuciosa escena animada.

## Desenvolupament
La producció del Dinosaur Hunter va començar el 1995, i es veu clarament que el còmic no és igual que el videojoc, ja que els desenvolupadors, Iguana Entertainment, van fer que hi hagués més acció.
Es va pensar al principi de podeer fer una perspectiva en tercera persona, semblant al Super Mario 64 i Tomb Raider, però es va decidir que la càmera pogués veure només el Món Perdut. El productor i el dissenyador del videojoc, David Dienstbier va dir que la Nintendo 64 tenia més possibilitats de processament de dades que els ordinadors personals que hi havia disponibles en aquella època, i per tant, es va fer després una versió per a Windows.
En un principi estava pensat per a ser publicat per l'estiu de 1996, el videojoc no es va llançar fins al 1997 per donar més qualitat al videojoc, d'acord amb Nintendo, que deien que "s'ha de donar més qualitat a la jugabilitat." Després que es va poder comprar el videojoc, Acclaim va anunciar una continuació, anomenat Turok: Dinosaur Hunter 2, que va ser publicat després en el mateix any.

## Crítica
Les vendes a tot al món del Dinosaur Hunter van sobrepassar els 60 milions de dòlars fins a finals de juny de 1997. El videojoc va estar en al capdavant en el rànquing de vendes durant set semanes consecutivament.
El Turok: Dinosaur Hunter va tenir una bona crítica durant la seva vida comercial, obtenint un 85 de 100 al Metacritic, o "Generalment favorable". En Doug Perry, de la web de IGN va posar-li un 8.6 de 10. Deia que el videojoc "està a les espatlles de tots els videojoc Doom", i sobre la jugabilitat va descriure "El Doom' mai vist". El GameSpot va descriure, el joc "simula la caça en un safari" com també a la IGN, que deia que "més que un clon del Doom."
La boira en el videojoc s'utilitzava per donar un toc més de qualitat. Al GameSpot es deia, "els enemics lluiten com en la moda Star Trek", però la boira "és un gran efecte", ja que els enemics poden aparèixer desprevinguts. Tanmateix, la IGN va comentar que el jugador no pot veure a gran distància i necessita el minimapa per veure-hi, ja que és un punt desfavorable sobre l'efecte de boira. Edge va expressar que Iguana usava "molts efectes inimaginables" quan creava els entorns, i va posar-li un 9 de 10 com a puntuació. Edge també va dir que amb el Turok es va contradir sobre Nintendo, ja que era aquesta empresa qui tenia el monopoli sobre els videojocs de consola.